# Antonio José de Sucre (Arismendi)
Pour les articles homonymes, voir Sucre (homonymie).
Antonio José de Sucre est l'une des cinq paroisses civiles de la municipalité d'Arismendi dans l'État de Sucre au Venezuela. Sa capitale est San Juan de Unare.